# Устимович, Прокопий Адрианович
Прокопий Адрианович Устимович (1838—1899) — русский государственный деятель, действительный статский советник, почётный гражданин Курска.

## Биография
Родился 1 декабря 1838 года. Выходец из малороссийских дворян, имевших владения в Полтавской и Ярославской губерниях, сын курского губернатора А. П. Устимовича.
Окончил училище правоведения (1860). Будучи товарищем председателя Одесского окружного суда, был избран 7 января 1871 на должность первого всесословного головы г. Курска сроком на 4 года (право на участие в баллотировке получил от матери — курской домовладелицы Н. Г. Устимович). По его инициативе в Курске было открыто Курское реальное училище (1873), под которое было отдано здание городской управы; был сооружен первый водопровод с водонапорной башней, построена Курская городская ветвь, установлено газовое освещение на улицах, общественные справочные тумбы, приобретён дом для больницы, открыта богадельня, организован сбор пожертвований на памятники Ф. А. Семёнову, А. С. Пушкину, генерал-лейтенанту С. А. Хрулеву. Под псевдонимом Полтавин писал и публиковал стихи патриотического характера.
Был Полтавским губернским предводителем дворянства. С 1 января 1882 года — действительный статский советник. Был награждён орденами Св. Владимира 3-й ст. (1883) и Св. Станислава 1-й ст. (1887).
Был членом Саратовской судебной палаты и с 1888 года в Саратове издавал журнал «Братская помощь». Затем некоторое время жил в Вильно, был членом Виленской судебной палаты и, выйдя в отставку, возвратился в Курск, где и умер 3 июля 1899 года.
Дом Устимовича в Курске, стоявший на углу ул. Пастуховской (ныне — Белинского) и Херсонской (ныне — Дзержинского), не сохранился. В сентябре 2004 года на здании бывшей городской управы (ныне — профессиональное училище № 1, ул. Володарского, 12) в память об Устимовиче была открыта мемориальная доска. В его честь 16 февраля 2016 года была названа улица города Курска — «ул. Устимовича» (микрорайон «Соловьиный»).